# Solarussa
Solarussa (sardisk: Sabarùssa) er en by og en kommune (comune) i provinsen Oristano i regionen Sardinien i Italien. Byen ligger i 12 meters højde og har 2.425 indbyggere (2016). Kommunen har et areal på 31,86 km² og grænser til kommunerne Bauladu, Oristano, Paulilatino, Siamaggiore, Simaxis, Tramatza og Zerfaliu.